# Esther Brand
Esther Cornelia Brand (nascida van Heerden; Springbok, 29 de setembro de 1922 – Bloemfontein, 20 de junho de 2015) era uma ex-atleta sul-africana, especializada no salto em altura, campeã olímpica desta prova nos Jogos Olímpicos de Helsinque, na Finlândia, em 1952, competindo ainda no lançamento do disco, ficando na 20ª posição.